# Абдулла-хан II
Абдулла-хан ІІ ібн Іскандер (1533 або 1544—1598) — узбецький хан (з 1583) з династії Шейбанідів.
У 1557 році захопив Бухару і зробив її столицею держави Шейбанідів, в 1561 оголосив свого батька Іскандера ханом і почав правити від його імені, а після його смерті взяв владу в свої руки (1583). За Абдулли-хана держава Шейбанідів досягла найбільшої могутності — були приєднані Балх і Фергана (1573), Ташкент (1576), Хорасан з Гератом і Мешхедом (1582—83), Хівинське ханство (1593—94), у 1593—1595 роках точилася успішна боротьба з Персією Сефевідів за Хорасан і Астрабад. Водночас посилилася загроза з боку Казахського ханства.
Прагнучи централізувати державну владу, Абдулла-хан жорстоко розправлявся з непокірними феодалами, провів численні законодавчі та адміністративні реформи. Абдулла-хан заохочував розвиток ремесел та торгівлі, а також архітектури та літератури. 
За його правління посилилися торговельні та дипломатичні зв'язки Середньої Азії з Османською імперією, Імперією Великих Моголів, Московським царством.